# HD 30202
HD 30202，又名CD-41 1549，SAO 216961、HR 1518，是一颗恒星，视星等为6.25，位于銀經245.12，銀緯-40.87，其B1900.0坐标为赤經4h 40m 26.9s，赤緯-41° -40.87′ 3″。